# Ziemia łomżyńska

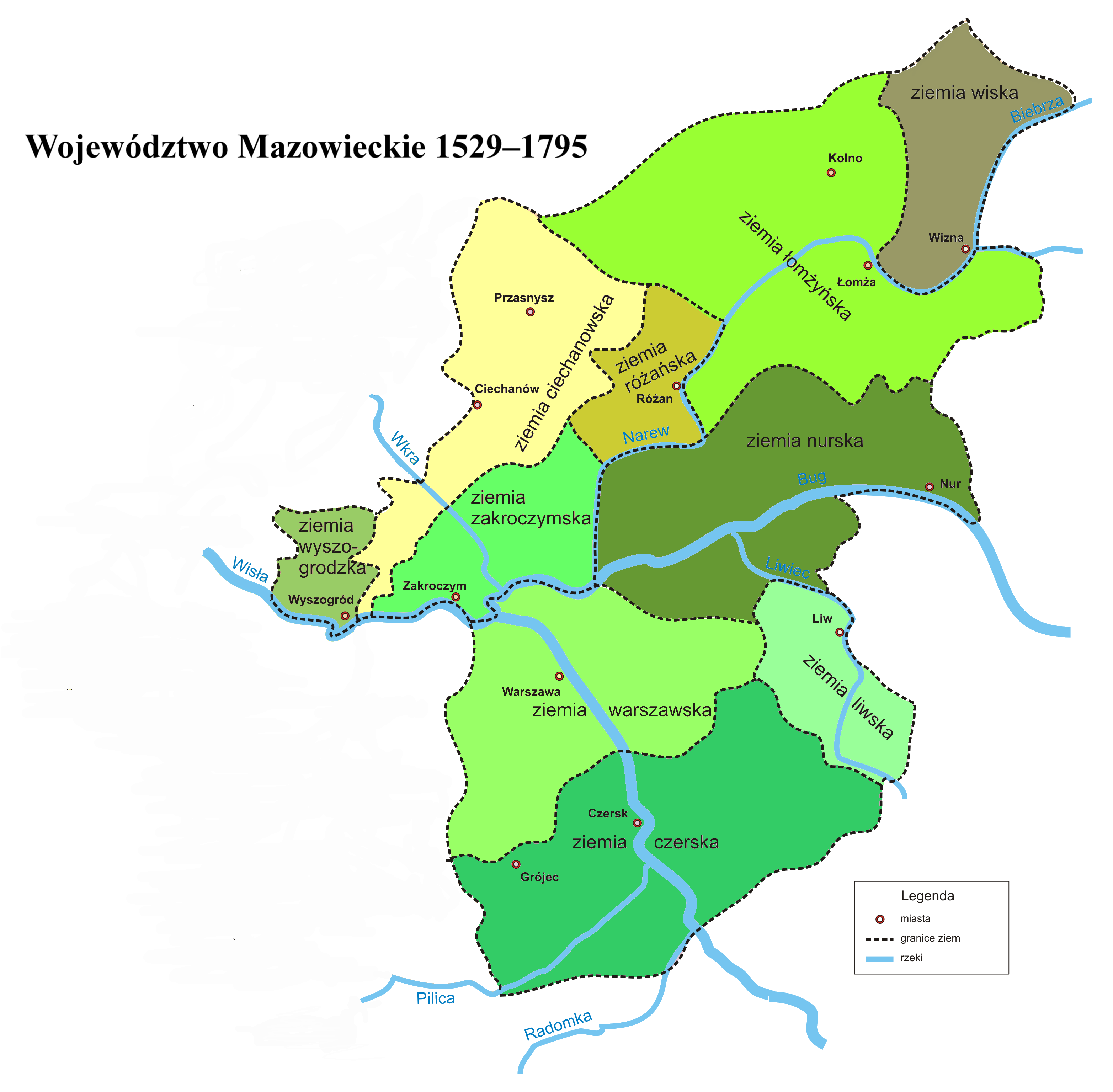
Ziemia łomżyńska jako część województwa mazowieckiego w latach 1529-1795

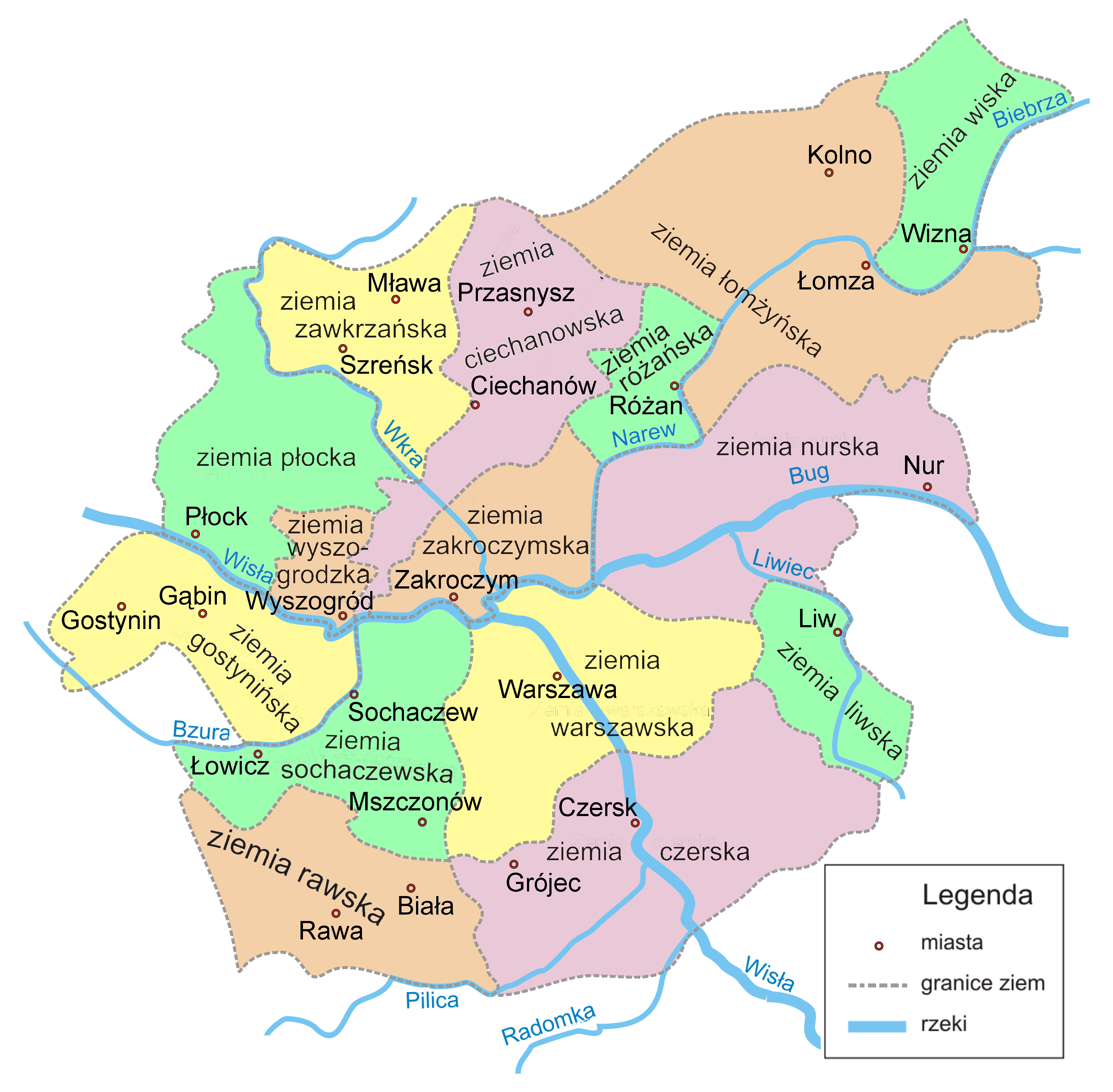
Ziemia łomżyńska i inne ziemie Mazowsza (XIII–XVIII w.)

Ziemia łomżyńska (łac. districtus / terra lomzensis) – historyczny obszar wchodzący w skład Mazowsza, a zarazem jego największa ziemia. W wielu dokumentach źródłowych, głównie zagranicznych, obszar określany mianem Mazowsze Łomżyńskie. Starostwo grodowe znajdowało się w Łomży. Oprócz grodu łomżyńskiego starosta opiekował się również grodami w Ostrołęce, Zambrowie i Kolnie.

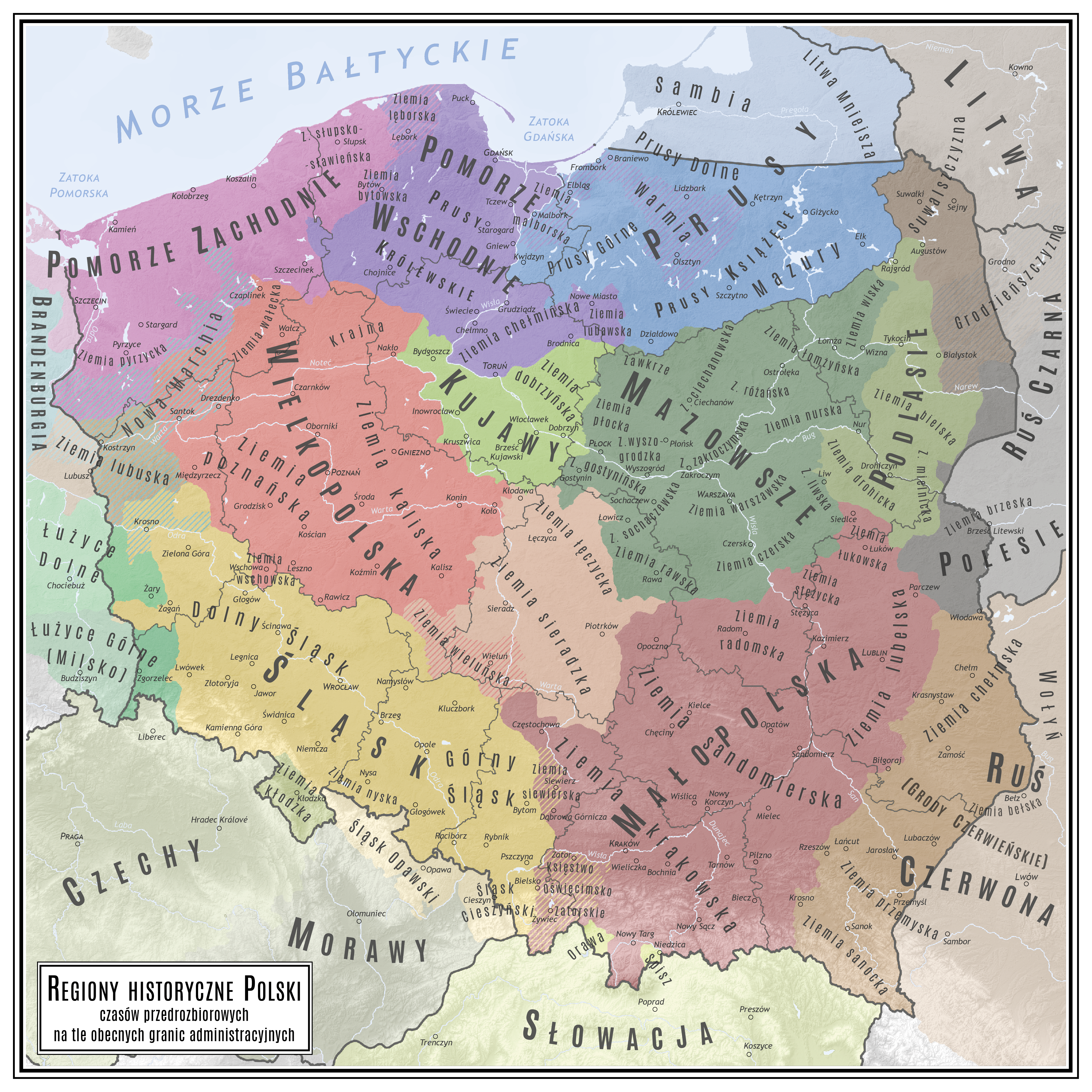
Ziemia łomżyńska, Mazowsze i inne krainy historyczne Polski na tle współczesnych granic administracyjnych

W XVII wieku w ziemi łomżyńskiej szlachta stanowiła 47% mieszkańców.

## Osadnictwo
Teren ziemi łomżyńskiej był zasiedlany przez Mazowszan już w X–XII w wieku, przede wszystkim nad Narwią i górnym Orzem. Świadczy o tym fakt, że w XI wieku istniało kilka dużych grodów na linii Narwi: w Ostrołęce, w Nowogrodzie naprzeciw ujścia Pisy, w Starej Łomży oraz w Wiźnie poniżej ujścia Biebrzy. Istniało też kilka innych grodów w pobliżu rzek i traktów komunikacyjnych. Osadnictwo zahamowało, a nawet cofnęły, najazdy ludów bałtyjskich, które doprowadziły do ogromnych zniszczeń i wyludnienia się znacznej części tego regionu.
Odradzanie się osadnictwa nastąpiło w drugiej połowie XIV w, przede wszystkim na obszarze między Czerwonym Borem a Narwią. Zasiedlanie obszarów na północ od rzeki Gać rozpoczęło się dopiero w XV wieku, lecz na znacznie mniejszą skalę. Północ powiatu ostrołęckiego i zachód kolneńskiego porastała ogromna Puszcza Zagajnica, które pozostała niezamieszkana do XVII-XVIII wieku, pozostając terenem zarezerwowanym dla księcia, a następnie króla. Podobną pustką osadniczą (aż do XX w.) pozostały lasy Czerwonego Boru, oraz (do wieku XVIII) lasy Puszczy Zambrowskiej i otaczających ją bagien Wielkiej Bieli.
Połowa obszaru ziemi łomżyńskiej była własnością książęcą, a następnie królewską, wśród nich wszystkie miasta ziemi, to jest Łomża, Kolno, Nowogród, Zambrów i Ostrołęka. Stosunkowo mała była wieś duchowna, zaś wyjątkowo liczna własność drobnoszlachecka. Pod koniec XV wieku na obszarze ziemi istniało należących do dziedziców 60 wsi chłopskich z folwarkami.

## Administracja
Za panowanie księcia Janusza I ziemia łomżyńska wyodrębniła się z ziemi warszawskiej, wraz z pojawieniem się odrębnego sądu ziemskiego, poświadczonego od 1419 roku. Wcześniej, pod koniec XIV wieku zaczęły wyodrębniać się powiaty, grodowy łomżyński i niegrodowe ostrołęcki, zambrowski i kolneński. Ten ostatni wyodrębnił się z istniejącej wcześniej kasztelanii nowogrodzkiej i jeszcze w średniowieczu często nazywany był nowogrodzkim.
| Powiat            | Powierzchnia w mil² | Powierzchnia w km² |
| ----------------- | ------------------- | ------------------ |
| powiat łomżyński  | 13,86               | 763,48             |
| powiat kolneński  | 12,39               | 682,34             |
| powiat zambrowski | 15,14               | 833,98             |
| powiat ostrołęcki | 35,97               | 1980,50            |
| Razem Σ           | 77,36               | 4260,30            |

Powiat zambrowski był oddzielnym ziemstwem (sąd ziemski niezależny od sądu ziemi łomżyńskiej). Dlatego posiadał dodatkowo sędziego ziemskiego, podsędka i pisarza ziemskiego i grodzkiego. Własny sąd ziemski i grodzki posiadało tzw. księstwo sieluńskie, leżące w części również w ziemi różańskiej, które było własnością prepozyta katedry płockiej.
W XV wieku ukształtowało się pięć urzędów ziemskich: sędzia, chorąży, podkomorzy, podsędek i wojsko. Na początku XVI wieku pojawił się cześnik łomżyński, a po inkorporacji Mazowsza do Korony podłowczy łomżyński, stolnik i podczaszy.

## Kalendarium

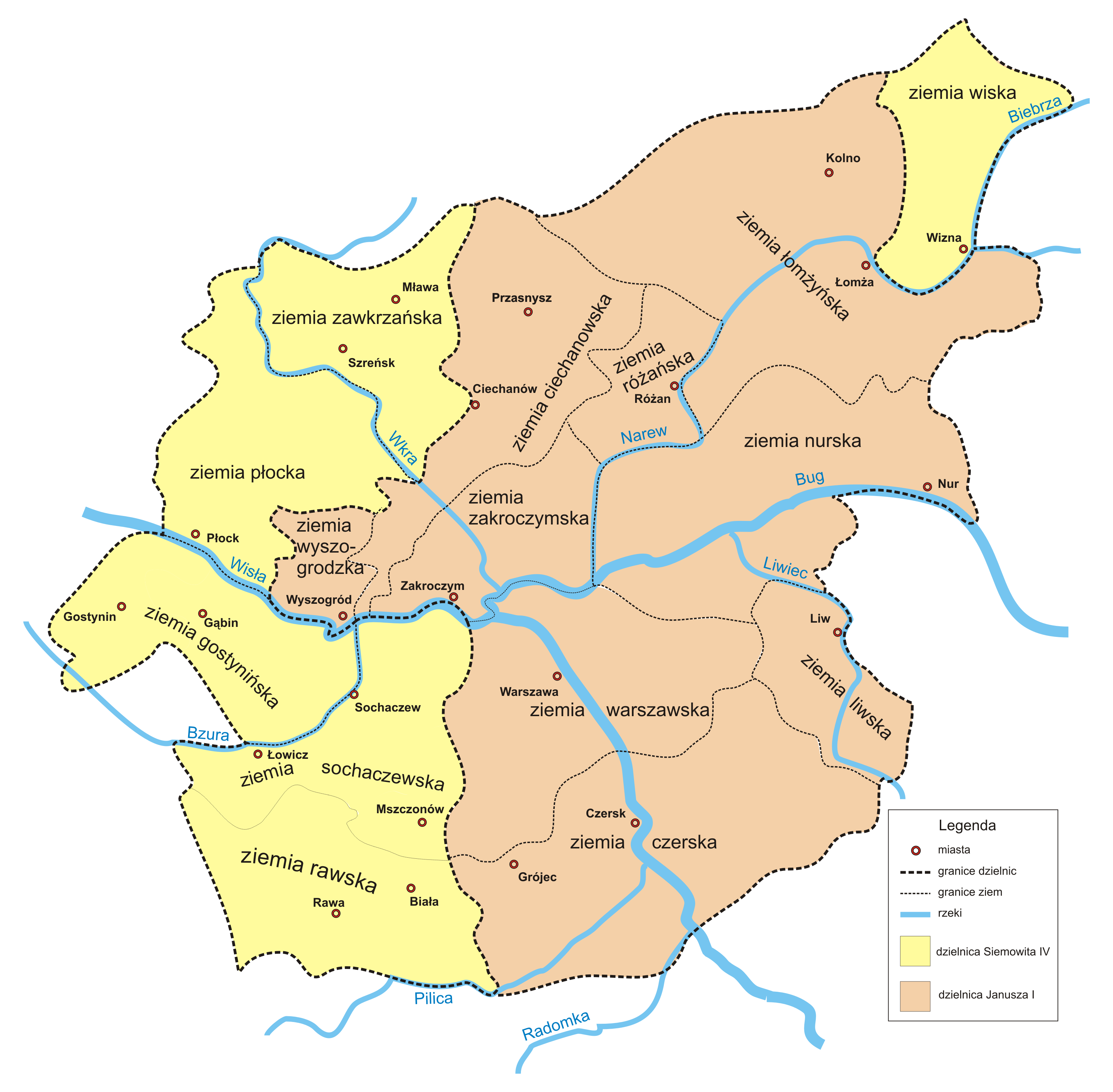
Podział Mazowsza (1381-1426)

- ok. IX w. – początki osadnictwa na ziemi łomżyńskiej.
- przełom X/XI w. – założenie grodu w Łomży.
- 1355 – tereny, które później utworzyły ziemię łomżyńską obejmuje Siemowit III, po śmierci brata Kazimierza Trojdenowica.
- 1379 – książę Siemowit III dzieli księstwo mazowieckie między synów. Ziemia łomżyńska znajduje się pod panowaniem Janusza I, któremu przypisuje się ostatecznie jej zorganizowanie.
- 1381 – po śmierci Siemowita III, ks. Janusz I oficjalnie obejmuje we władanie wschodnie Mazowsze.
- 1418 – lokacja miasta Łomży na prawie chełmińskim przez księcia mazowieckiego Janusza I.
- 1414 i 1447 – pierwszy raz użyto określenia ziemia łomżyńska.
- 1496 – Jan Olbracht nadaje ziemię łomżyńską w lenno Konradowi III.
- 1503 – początek rządów regencyjnych księżnej mazowieckiej Anny
- 1505-1525 – budowa kościoła farnego pod wezwaniem Michała Archanioła w Łomży.
- 1517 – objęcie rządów przez Janusza III.
- 1526 – po śmierci Janusza III Łomża staje się miastem królewskim, Mazowsze wcielone do Korony.
- 1593-1633 – w skład ziemi łomżyńskiej wchodzą powiaty: koleński (inaczej koliński ze stolicą w Kolnie), ostrołęcki i zambrowski.
- 1795 – zmiana systemu administracyjnego po rozbiorach.

## Granice
Granice te nie były wprawdzie granicami naturalnymi, ale mimo to wykazały znaczną stałość.
- Granica północna, stanowiąca część granicy państwowej mazowiecko-krzyżackiej, ustalonej w roku 1343, wytyczona została przeważnie w terenach puszczańskich, niezamieszkanych. Przetrwała ona do wieku XX jako granica państwowa polsko-pruska (niemiecka).
- Granica wschodnia z połowy XIV wieku oddzielała ziemię łomżyńską, należącą wówczas do księcia Janusza I, od ziemi wiskiej, będącej własnością jego brata Siemowita IV. W dokumencie z roku 1379 stwierdzono, że granica (postępując od Wizny) ma biec w dół Narwią, aż do rzeczki Siennicy, uchodzącej do Narwi naprzeciwko Łomży pod Piątnicą Poduchowną. Na południe od Narwi granica biegła początkowo w górę rzeczki Śliny, by następnie skręcić ku południowemu zachodowi. Tutaj granica oddzielała ziemię łomżyńską od Podlasia.
- Granicę południową stanowiła Puszcza Łętowo. Oddzielała ona ziemię łomżyńską od nurskiej. Ta puszcza graniczna biegła na zachód aż do Orza i Narwi.
- Granica zachodnia oddzielała ziemię łomżyńską od różańskiej i ciechanowskiej. Ciągnęła się do Prus przez puszczę graniczną zwaną w XV wieku Zagajnica. Puszcza ta zostawała niezasiedlona, aż do XVII wieku, zajmując podmokłe, nieurodzajne, niezamieszkane tereny. Granica w tym miejscu kształtowała się z biegiem lat w miarę zasiedlania tych terenów.

## Ziemia łomżyńska współcześnie
W latach 1975-1998 ziemia łomżyńska była położona na terenie dwóch województw: łomżyńskiego i ostrołęckiego.
W 1999 została podzielona między województwo podlaskie i województwo mazowieckie. Obecnie leży na terenie powiatów:
- województwo podlaskie:
  - powiat grodzki Łomża
  - powiat łomżyński
  - powiat kolneński
  - powiat zambrowski
- województwo mazowieckie:
  - powiat grodzki Ostrołęka
  - powiat ostrołęcki
  - powiat makowski

W skład historycznej ziemi łomżyńskiej wchodził też zachodni fragment aktualnego powiatu białostockiego.
W dawnej ziemi łomżyńskiej leżą następujące miasta:
| - Łomża - Ostrołęka - Zambrów - Kolno | - Myszyniec - Stawiski - Nowogród |

W związku z przyłączeniem byłego województwa łomżyńskiego, a co za tym idzie większości ziemi łomżyńskiej, do województwa podlaskiego wynikło wiele kontrowersji wśród mieszkańców oraz władz Łomży i Zambrowa, a także Grajewa, które historycznie położone jest na ziemi wiskiej należącej do Mazowsza. Planowane w Łomży na maj 2007 referendum w sprawie przynależności do województwa mazowieckiego nie odbyło się.

## Osoby zasłużone dla ziemi łomżyńskiej
- Janusz I
- Anna Mazowiecka oraz jej synowie Janusz i Stanisław